# Арабатска превлака
Арабатска превлака (укр. Арабатська стрілка, рус. Арабатская стрелка, кр-тат. Arabat beli) је земљоуз који се простире од града Геническ на континенталној обали Украјине до полуострва Керч на Криму. Ова превлака одваја Азовско море од Сивашког залива, који је изолован и стога јако слан.
Превлака је дуга 112 километара, а ширина јој варира од 270 метара до 8 километара. 